# جيروم كادي
جيروم كادي (بالإنجليزية: Jerome Cady)‏ هو كاتب سيناريو أمريكي، ولد في 15 أغسطس 1903 في مقاطعة كابيل في الولايات المتحدة، وتوفي في 7 نوفمبر 1948 في أفالون في الولايات المتحدة.

## وصلات خارجية
- جيروم كادي على موقع IMDb (الإنجليزية)
- جيروم كادي على موقع قاعدة بيانات الأفلام السويدية (السويدية)
- جيروم كادي على موقع قاعدة بيانات الفيلم (الإنجليزية)
- جيروم كادي على موقع كينوبويسك (الروسية)